# Мост Шамплен (Оттава)
Мост Шамплен(а) (англ. Champlain Bridge, фр. Pont Champlain) —автодорожный железобетонный балочный мост через реку Оттава примерно в 5 км к западу от Парламентского холма, соединяя города Оттава и Гатино, Канада. Для обоих городов это самый западный из мостов; следующая переправа — это паром Вест-Карлтон — Кюйон (West Carleton-Quyon), расположенный в нескольких десятках километров западнее.
Мост был сооружён в период 1924—1928 гг. по распоряжению Комиссии федерального округа (Federal District Commission), предшественницы Национальной столичной комиссии, которая в настоящее время управляет мостом. Мост состоит из 4 пролётов и проходит над островами Риопель (Riopelle), Каннингем (Cunningham) и Бэйт (Bate). Общая длина моста составляет 1,1 км — таким образом, это самый длинный из мостов через реку Оттава.
Со стороны провинции Онтарио мост является продолжением шоссе Айленд-Парк-драйв, и также соединён с шоссе Оттава-Ривер-паркуэй. Со стороны Квебека он соединяется со старым квебекским шоссе 148, идущим в направлении сектора Элмер г. Гатино, где шоссе заканчивается.
При перестройке моста добавлена третья транспортная полоса, которая является реверсивной.
Мост назван в честь Самуэля де Шамплена, который организовал волоковую переправу лодок мимо порогов, которые находились на этом участке реки. Со стороны Элмера у моста расположена площадь Самуэля де Шамплена.